# Nicolás Fernández de Moratín
Pour les articles homonymes, voir Nicolás Fernández (homonymie), Fernández et Moratín.
Nicolás Fernández de Moratín, né à Madrid le 20 juillet 1737 et mort dans la même ville le 11 mai 1780 , est un écrivain et dramaturge espagnol.
Il est le père de Leandro Fernández de Moratín (1760-1828), poète et dramaturge.
Son ouvrage le plus souvent cité par les historiens de la tauromachie et les Revisteros est la Lettre historique sur l'origine et les progrès de la tauromachie, dont certains points sont présentés comme relevant de la pure légende poétique, bien qu'ils aient été repris quelques années plus tard par Paquiro dans sa Tauromaquia completa notamment l'épisode qui présente Rodrigo Díaz de Vivar comme un héros de tauromachie. D'autres historiens au contraire le citent comme référence sur une époque mal connue de la tauromachie.
Il a écrit quatre pièces de théâtre, une comédie La petimetra en 1762 et trois tragédies : Lucrecia en 1763, Hormesinda en 1770 et Guzmán el Bueno en 1777. 

## Ouvrages publiés
- Arte de las putas, 1772traduction française par Frédéric Prot, L'Art des putains, éd. Dilecta, 2008
- Lettre historique sur l'origine et les progrès des fêtes tauromachiques en Espagne écrit à la demande du prince Pignatelli